# Llocnou de la Corona
Llocnou de la Corona – gmina w Hiszpanii, w prowincji Walencja, we wspólnocie autonomicznej Walencja, o powierzchni 0,04 km². W 2011 roku liczyła 165 mieszkańców.